# مکتب تبریز و مبانی تجددخواهی
مکتب تبریز و مبانی تجددخواهی عنوان بخش نخست از جلد دوم تأملی دربارهٔ ایران، و یکی از مهم‌ترین آثار جواد طباطبایی است. وی در این کتاب به پدیدار شدن آگاهی نوآیین در میان برخی از کارگزاران دارالسلطنهٔ تبریز در زمان عباس میرزای قاجار، از جمله میرزا ابوالقاسم قائم‌مقام فراهانی، و تأثیرات آن در تحولات آتی ایران اشاره می‌کند.

## فهرست کتاب
- اختصارات
- سپاسگزاری
- درآمد: اشارات نابهنگام در تاریخ‌نویسی ایرانی
  - فصل نخست: سنت قدمایی و نظریهٔ سنت
  - فصل دوم: «بساط کهنه» و «طرح نو» در اندیشهٔ سیاسی
  - فصل سوم: آگاهی‌های نو در سفرنامه‌های ایرانی
  - فصل چهارم: تجدید مطلعی در مبانس نظری تاریخ ایران
  - فصل پنجم: تجربه‌های نو در زبان فارسی
  - فصل ششم: نخستین آگاهی‌ها از ضرورت اصلاحات
  - فصل هفتم: خاطرات حاج سیاح و آن «جنبش معنوی»
  - فصل هشتم: جدال شیخ و شوخ در بیان سنت و تجدد
- کتاب‌شناسی
- نمایهٔ نام‌ها
- نمایهٔ کتاب‌ها
- نمایهٔ مفاهیم[۳]